# Neckarzimmern

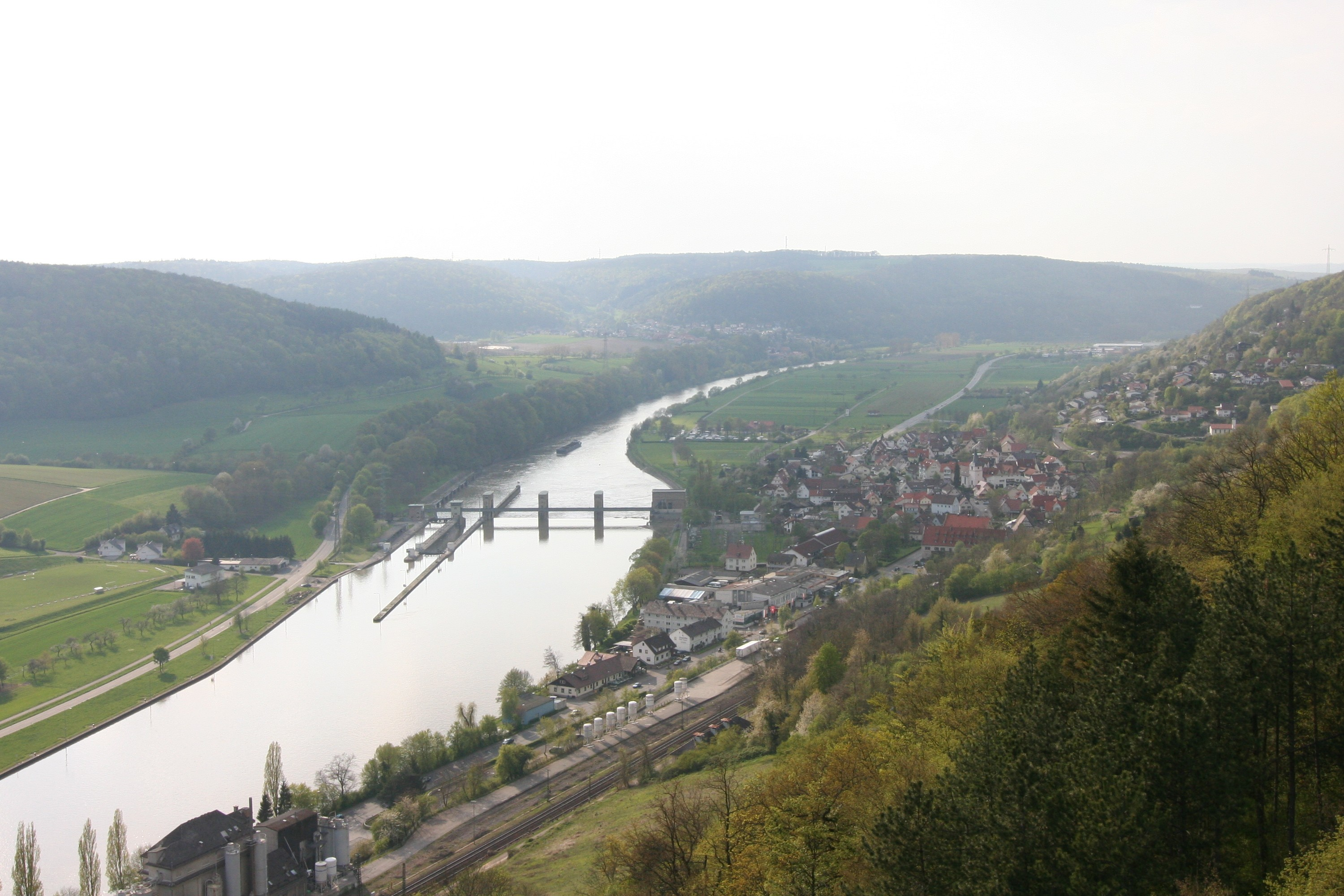
Neckarzimmern mit Schleuse

Neckarzimmern ist eine zum Neckar-Odenwald-Kreis gehörende Gemeinde in Baden-Württemberg (Nordbaden). Sie ist Teil der europäischen Metropolregion Rhein-Neckar.

## Geografie

### Lage
Neckarzimmern liegt im Neckartal an der Burgenstraße zwischen Heidelberg und Heilbronn auf einer Höhe von 138 bis 347 Metern. Das Gemeindegebiet befindet sich überwiegend entlang des Neckars im Naturpark Neckartal-Odenwald. Nach Norden zieht es sich den rechten Uferhang hinauf. Im Talgrund zerschneidet die B 27 zwischen Gundelsheim und Neckarelz sowie etwas oberhalb auf einem Damm die Eisenbahnlinie Heilbronn-Heidelberg die Gemarkung in Ost-West-Richtung.

### Nachbargemeinden
Nachbargemeinden sind Mosbach, Billigheim, Gundelsheim und Haßmersheim.

### Gemeindegliederung
Zur Gemeinde Neckarzimmern gehören das Dorf Neckarzimmern, die Weiler Steinbach und Stockbronn, der Ort Luttenbachtal, Burgruine Hornberg und Schloss Hornberg und die Häuser Haus Hubert, Lüfterhaus, Evang. Jugendheim, Steige und Vorm. Neubauamt.

## Geschichte

### Bedeutung des Namens Neckarzimmern
Der ursprüngliche Name „Cimbren“ leitet sich von der „zimmer“männischen Bauweise des historischen Mehrfamilienhauses in der Forststraße ab, wird jedoch gerne fälschlicherweise mit den Kimbern in Verbindung gebracht. Es sollen stattliche nichtbäuerliche Holzbauten in der Nähe kirchlicher oder dynastischer Steinbauten vorhanden gewesen sein. Nach Jänischen waren dies Wehrbauten aus der Merowingerzeit vor 650, die von der königlichen Güterverwaltung geschaffen wurden. Die in unmittelbarer Nachbarschaft zu Neckarzimmern gelegenen ehemaligen fränkischen Königsgüter unterstreichen dies.

### Frühe Besiedlungsspuren
Die frühesten Besiedlungsspuren weisen in die Jungsteinzeit ab etwa 3000 vor der Zeitwende und sind durch Bodenfunde belegt. Ein Steinbeil wurde 1933 im Neckar gefunden (Landesmuseum Karlsruhe). Beim Bau der Neckarzimmerer Staustufe 1935 wurde eine bandkeramische Pflugschar gefunden, welche sich heute im Heimatmuseum Mosbach befindet. Aus die Bronzezeit ab etwa 1800 vor der Zeitwende datiert eine 1933 gefundene Lanzenspitze (Heimatmuseum Mosbach).

### Kelten und Römer
In die Latènezeit um etwa 400 vor der Zeitwende datiert ein Keltengrab in einem gemauerten Gewölbe, das 1829 bei Arbeiten im Weinberg knapp unterhalb der Burg Hornberg gefunden wurde. Es beinhaltete die Überreste mehrerer Personen sowie Schmuckbeigaben.
Auf dem Gebiet der „Unteren Au“ und des zur Burg Hornberg gehörenden Stockbronner Hofes, etwa 800 Meter vom ehemaligen Limes (Mümlinglinie) entfernt, wurden 1893 zwei römische Villae Rusticae ausgegraben, untersucht und wieder zugeschüttet. Die Raumaufteilung war teils deutlich zu erkennen und eine Vielzahl von Gegenständen (Münzen, Fibeln, Nägel, Messer, Beschläge etc.) aus römischer Zeit wurde gefunden. Auffallend viele Scherben von teils großen Keramikgefäßen lassen eine Verbindung mit dem vermuteten frühen Weinbau in Neckzimmern zu und ermöglichten eine Datierung ins 2. Jahrhundert. Auch wird von einer dritten, noch unerforschten, Villa Rustica in der Nähe des oben erwähnten Keltengrabes berichtet und von nicht näher definierten römischen Bauwerken auf dem Areal der Burg Hornberg, wofür jedoch jeglicher archäologische Hinweis bis heute fehlt.

### Die Zeit bis zur ersten Erwähnung
Hier ist leider nicht viel greifbar. Der Hinweis aus dem Ortsnamen Cimbern weist auf Wehrbauten in der Merowingerzeit. Hierzu passt evtl. auch die Sage der Notburga, wonach um 632/633 König Dagobert I. auf Burg Hornberg residierte und Krieg sowie Friedensverhandlungen mit Wendenkönig Samo führte. Die erste Erwähnung von Cimbren erfolgt in einer Schenkungsurkunde des Klosters Lorsch 773 im Lorscher Codex. Neckarzimmern gehörte zum Gau Wingarteiba, was vermuten lässt, dass der Weinbau möglicherweise seit der Römerzeit ohne oder nur mit kurzer Unterbrechung fortgeführt wurde. Hierfür spricht, dass die Klöster sehr früh den Weinbau förderten und das ehemalige Kloster Billigheim als Mitbesitzer an den Neckarzimmerner Weinbergen in Erscheinung trat.

### Burg und Grundherrschaft
1123 wurden die Herren von Hornberg erstmals erwähnt und 1184 die Burg Hornberg, mit der Neckarzimmern durch die Grundherrschaft lange verbunden war. Zwischen 1260 und 1464 gab es auf der Burg Hornberg rund zwei Dutzend Besitzer, darunter auch die Herren von Ehrenberg und die Herren von Helmstatt. 1464 kaufte Lutz Schott von Schottenstein die Burg, verlor sie jedoch kurz darauf an die Pfalzgrafen. Sein Sohn, der berüchtigte Raubritter Conz Schott von Schottenstein, konnte sie jedoch 1504 wieder zurückerobern, baute sie kräftig aus und verkaufte sie an seinen Weggefährten Götz von Berlichingen, der sich seitdem von Berlichingen zu Hornberg nannte und eine neue Linie der Familie von Berlichingen begründete. Wegen des Frondienstes der Neckarzimmerer für die Grundherren zum Ausbau der Burg und zur Unterhaltung der Weinbergmauern kam es immer wieder zu Streitereien. Mehrfach gab es Aufstände, Gerichtsanrufe, sogar ein schriftlicher Hilferuf an den Kaiser in dieser Sache ist überliefert. Götzens Söhne trieben den Aus- und Umbau der Burg schließlich fort, ebenso seine Enkel, die jedoch wegen finanzieller Probleme und des Ärgers mit den Neckarzimmerern wegen des Frondienstes die Burg 1594 an Hans Heinrich von Heußenstamm verkauften. Dieser verkaufte sie dann 1612 an Reinhard von Gemmingen, den Gelehrten. Der Hornberger Stamm der Freiherren von Gemmingen blieb bis heute im Besitz der Burg. Seit dem 1. Oktober 2023 führt Neckarzimmern die offizielle Zusatzbezeichnung „Sitz Götz von Berlichingens“.
Im Dreißigjährigen Krieg wurden der Ort und die Burg mehrfach durch die Kaiserlichen geplündert und verwüstet. 1635 wütete die Pest in Neckarzimmern.

### Neuzeit
In seiner Moralischen Topographie aus den Jahren 1807/08 bemerkte der Amtsarzt Gruber den hohen Anteil an Wahnsinnigen und Missgestalteten unter der Bevölkerung: Es ist sonderbar, das dahier so viele Dappen, Wahnsinnige u. Mißgestaltete zu finden sind. Besonders zeichnet sich hier das luthrische gemingische Ort Zimmern aus. Denen frisch gebohrenen Kindern sieht man an der Phisiognomie an, das sie Dappen werden ... Hier ist die Race [Rasse] nicht gut. Man kann annehmen, das überhaupt in dem [jeden] 5t. Haus ein Dapp oder ein Krüppel ist, wozu die Kröpfigen nicht gezählet werden. Den landläufig weit verbreiteten Kröpfen begegnete man noch bis ins 20. Jahrhundert mit der Gabe von Jodpillen an den Schulen der Umgebung.
1879 erfolgte der Anschluss an das Bahnnetz. 1939 wurden 624 Einwohner gezählt, Ende 1945 waren es 650.
Seit dem frühen 19. Jahrhundert gibt es einen Gipsstollen in Neckarzimmern, dessen Gips während des Ersten Weltkrieges besonders intensiv abgebaut wurde (bis zu 500 Eisenbahnwaggons am Tag), da aus dem Gips im benachbarten Reichsschwefelwerk in Haßmersheim das kriegswichtige Schwefel für die Munitionsproduktion gewonnen wurde. Die alte Steinbacher Mühle war zeitweilig Turbinenwerk zur Stromgewinnung für die Gipsverarbeitung. Im Zweiten Weltkrieg wurde die Schweinfurter Kugellagerfabrikation in den Gipsstollen ausgelagert und seit 1958 nutzt ihn die Bundeswehr.
- Zur Geschichte im Zweiten Weltkrieg siehe auch: Konzentrationslager Neckarelz und Rüstungsproduktion Goldfisch

## Religion
Seit der Durchführung der Reformation im 16. Jahrhundert war Neckarzimmern evangelisch geprägt. Erst durch die nach dem Zweiten Weltkrieg zugezogenen Flüchtlinge stieg der Anteil der Katholiken auf heute ca. 38 % an. So gibt es heute neben der evangelischen auch eine römisch-katholische Gemeinde.
Am Ort gab es lange eine kleine jüdische Gemeinde. Ein Betsaal (Synagoge) war bereits im 18. Jahrhundert in einem von der Grundherrschaft gemieteten Haus untergebracht. 1873 wurde auf dessen Grundmauern ein neues, einstöckiges Gebäude mit einem rituellen Bad erstellt. Am 10. November 1938 wurde das Gebäude weitgehend zerstört und schließlich angezündet. Bei den Judenverfolgungen in der NS-Zeit kamen von den 1933 in Neckarzimmern wohnhaften 29 jüdischen Personen mindestens zwölf ums Leben.

## Einwohnerentwicklung
| Jahr | Einwohner |
| ---- | --------- |
| 1990 | 1.676     |
| 2001 | 1.567     |
| 2011 | 1.539     |
| 2021 | 1.469     |

## Politik

### Verwaltungsgemeinschaft
Es besteht die vereinbarte Verwaltungsgemeinschaft Mosbach der Großen Kreisstadt Mosbach mit den Gemeinden Elztal, Neckarzimmern und Obrigheim.

### Gemeinderat
Der Gemeinderat in Neckarzimmern besteht aus den gewählten 10 ehrenamtlichen Gemeinderäten und dem Bürgermeister als Vorsitzendem. Der Bürgermeister ist im Gemeinderat stimmberechtigt. Bei der Kommunalwahl am 9. Juni 2024 wurde der Gemeinderat durch Mehrheitswahl gewählt. Mehrheitswahl findet statt, wenn kein oder nur ein Wahlvorschlag (Bürgerliste) eingereicht wurde. Die Bewerber mit den höchsten Stimmenzahlen sind dann gewählt. Die Wahlbeteiligung lag bei 57,4 % (2019: 57,8 %).

### Bürgermeister
Bürgermeister ist seit 2006 Christian Stuber. Am 23. Februar 2014 wurde er mit 98,6 Prozent der Stimmen für eine zweite Amtszeit wiedergewählt. Am 20. Februar 2022 wurde er mit 93,5 Prozent der Stimmen für eine dritte Amtszeit wiedergewählt.

### Wappen
In schwarz ein linksgewendeter, widersehender goldener (gelber) Greif, mit den Vorderpranken ein fünfspeichiges silbernes (weißes) Rad haltend. Das Wappenbild ist in den Siegeln der Gemeinde seit dem 19. Jh. belegt und dürfte mit dem Greif auf die Schildhalter des badischen Wappens und mit dem fünfspeichigen Rad auf das berlichingische Wappen anspielen.

## Wirtschaft und Infrastruktur
Die Bundeswehr betreibt unter dem Hornberg ein Depot für Heer und Luftwaffe. (Siehe auch Gipsstollen (Neckarzimmern)). Das Weingut Burg Hornberg ist das älteste in Baden-Württemberg. Neckarzimmern gehört heute zum Anbaugebiet Württemberg, früher zählte es zu Baden.

### Verkehr
Die Straßenanbindung von Neckarzimmern erfolgt über die zwischen Neckarelz und Stuttgart durch das Neckartal und durch den Ort führende Bundesstraße 27. Die Neckartalbahn (Heidelberg–Bad Friedrichshall) bindet Neckarzimmern mit einem örtlichen Haltepunkt an das Schienennetz an. Im Stunden-Takt verkehren Stadtbahnen der Linie S41 nach Mosbach und Heilbronn.
Durch eine Alltagsroute aus dem Radnetz Baden-Württemberg ist Neckarzimmern mit Mosbach und in der anderen Richtung über Haßmersheim und Gundelsheim mit Bad Friedrichshall verbunden; letztere Verbindung führt jedoch über die Schleusenbrücke, über Treppen. 
Der Neckartal-Radweg verläuft als Radfernweg vom Neckarursprung in Villingen-Schwenningen am Neckar entlang bis zu dessen Mündung in den Rhein bei Mannheim. Er verläuft bei Neckarzimmern am gegenüberliegenden Neckarufer.

### Bildungseinrichtungen
Neckarzimmern verfügt über einen evangelischen Kindergarten, die Grundschule wurde 2018 geschlossen.

### Freizeit- und Sportanlagen
- Campingplatz „Cimbria“
- Wander- und Lehrpfad an den Weinbergen zur Burg Hornberg
- Wander-Rundweg „Kulturlandschaft im Wandel der Jahrhunderte“ zwischen Neckarzimmern und Mosbach-Neckarelz
- Die Tagungsstätte der Evangelischen Jugend in Baden bietet vielfältig genutzte Möglichkeiten für Freizeiten, Schullandheimaufenthalte, Seminare und Tagungen.

## Kultur und Sehenswürdigkeiten

### Bauwerke

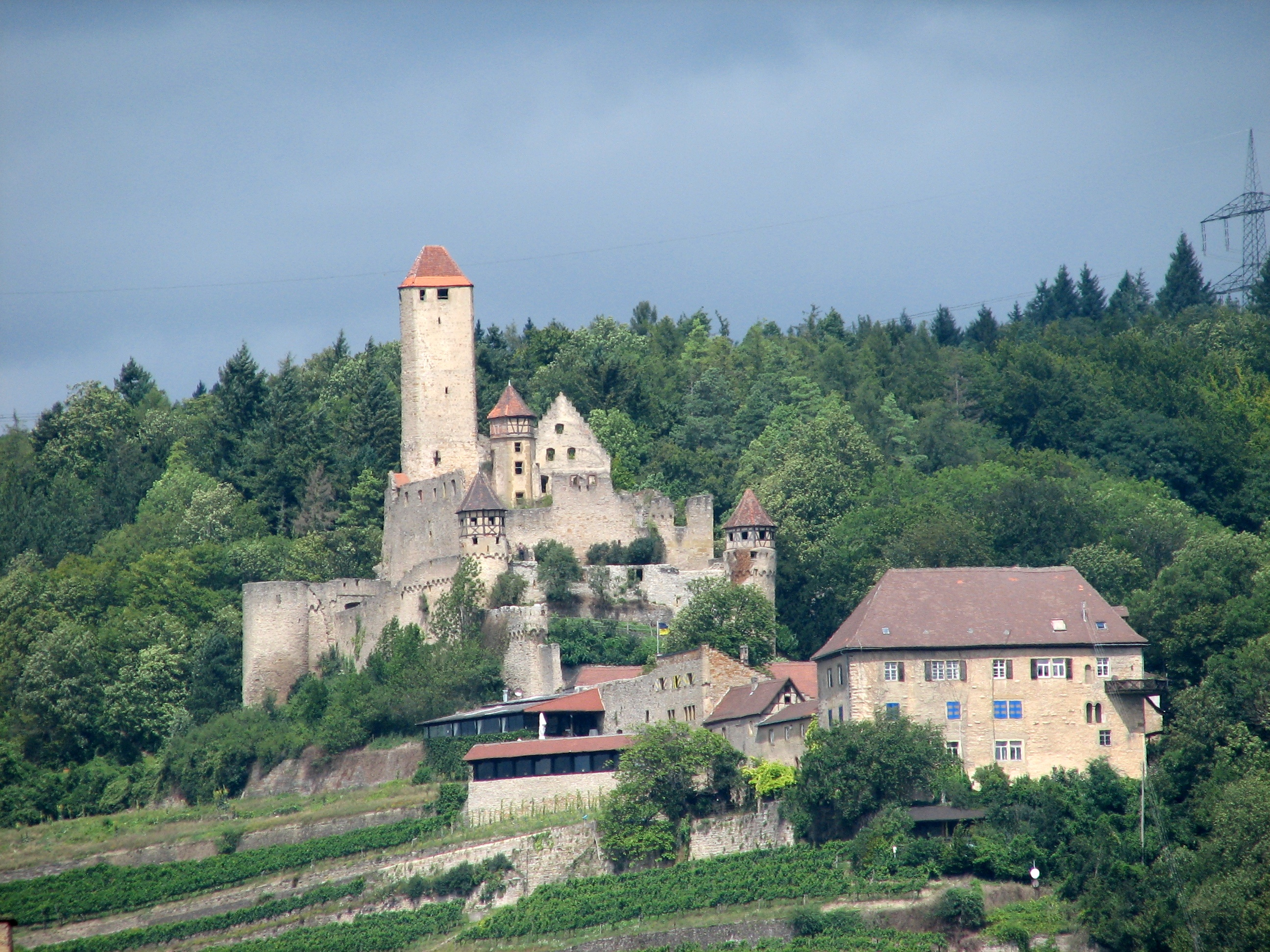
Burg Hornberg

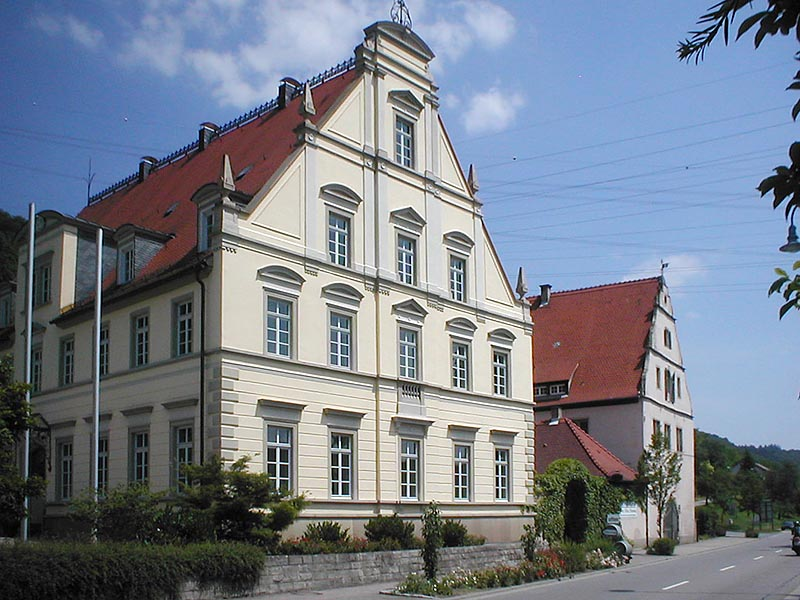
Das als Rathaus genutzte Neue Schloss, dahinter das ehemalige Rentamt

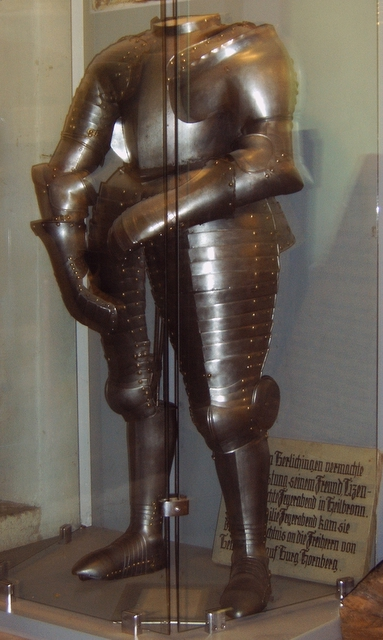
Rüstung des Götz von Berlichingen im Museum der Burg Hornberg

- Burg Hornberg ist das Wahrzeichen von Neckarzimmern und eine der größten und bedeutendsten Burgen im Neckartal (Burg des Ritters Götz von Berlichingen). Die Burg auf einem schmalen Bergsporn bestand ursprünglich aus zwei getrennten Anlagen, die erst um 1510 mit einer gemeinsamen Mauer umschlossen wurden. In der teilweise zerfallenen oberen Burg sind der Bergfried und der Pulverturm erhalten. Die besser erhaltene untere Burg ist bewohnt. Nahe der Burg befindet sich die Burgkapelle aus dem 15. Jahrhundert. Die Burg ist seit 1612 im Besitz der Herren von Gemmingen.
- Das Neue Schloss von Neckarzimmern entstand als zweiter Herrensitz der Herren von Gemmingen im 17. Jahrhundert. Eine dendrologische Untersuchung vom Bauholz ergab das Fälljahr 1657.[14] Die heutige Gestalt erhielt das Bauwerk durch eine Renovierung des Jahres 1873. Nachdem die Gemmingen ab 1930 wieder Burg Hornberg bewohnten, wurde das Neue Schloss 1932 an die Gemeinde verkauft, die es seitdem als Rathaus nutzt. Das Neue Schloss bildet mit dem benachbarten, auch aus dem 17. Jahrhundert stammenden ehemaligen gemmingenschen Rentamt, das heute als Weingut der Burg Hornberg genutzt wird, und der Alten Kelter (erbaut 1826) ein historisches Ensemble, das noch vage die Kombination von Herrensitz und zugehörigem Wirtschaftshof erkennen lässt.
- Die evangelische Kirche ist die historische Kirche des Ortes. Im Inneren befinden sich zahlreiche Grabplatten der Herren von Gemmingen, auch an der Außenfassade sind einige Grabplatten angebracht. Außerdem befindet sich dort ein Kriegerdenkmal. Nahe der Kirche sprudelt seit 1994 der Götz-von-Berlichingen-Brunnen.
- Die katholische Kirche ist ein außerhalb der Ortsmitte auf einer Anhöhe erbauter neuzeitlicher Zweckbau.
- In der Ortsmitte sind mehrere historische Fachwerkgebäude erhalten, u. a. im Bereich Herrengasse/Gäßle, wo sich außerdem ein weiterer neuzeitlicher Brunnen befindet.
- Mahnmal für die deportierten Juden aus Baden: Am 23. Oktober 2005 wurde die Gedenkstätte des Jugendprojektes Mahnmal, das an die Deportation der badischen Juden ins französische Lager Gurs vom Oktober 1940 erinnert, eingeweiht. Das Mahnmal wird dargestellt durch einen großen, auf dem Boden liegenden Davidstern, auf welchem einzelne Gedenksteine für jeweils einen Ort aufgesetzt werden. Die Gestaltung und Beschriftung wird von ökumenischen Jugendgruppen aus ganz Baden vorgenommen. Die Bodenskulptur ist für alle 137 badische Deportationsorte angelegt. Derzeit stehen Steine aus 100 Orten auf dem Mahnmal, welches auf dem Areal der heutigen evangelischen Jugendfreizeitstätte liegt.[15]
- Die Staustufe Neckarzimmern liegt hier im Neckartal.

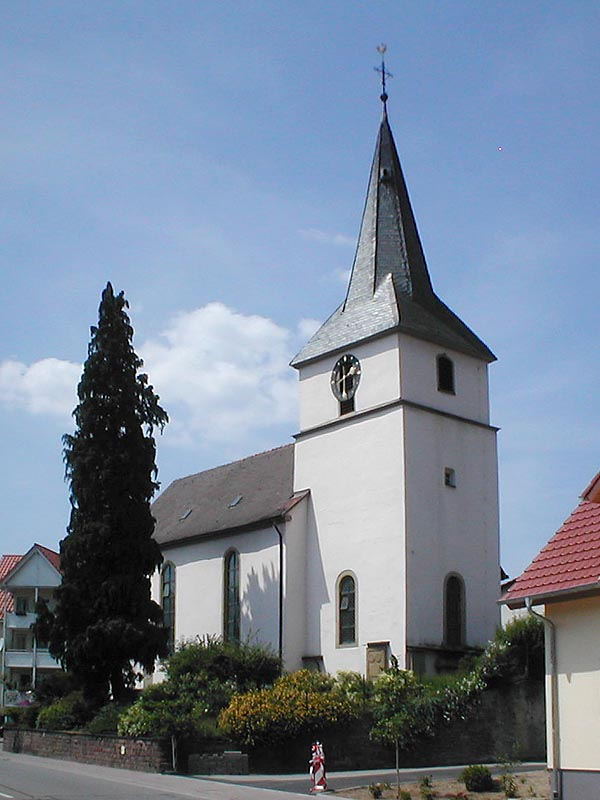
Evang. Kirche
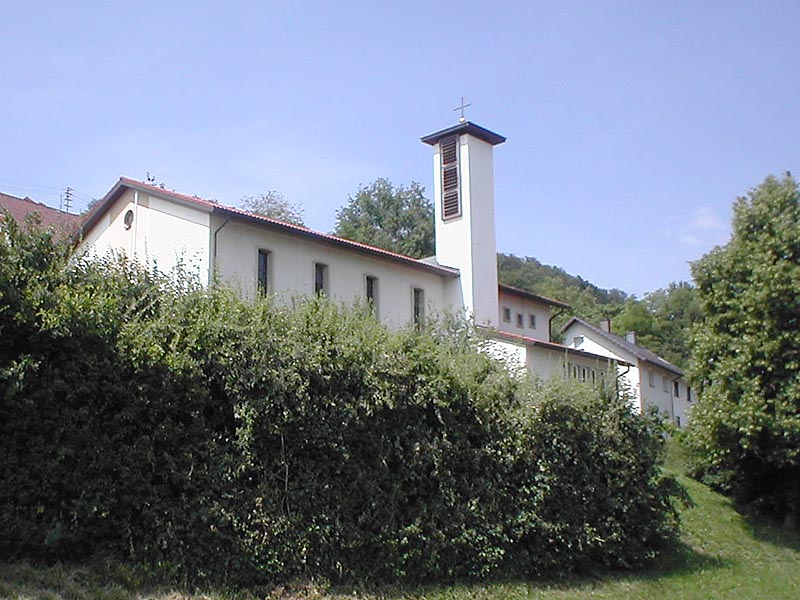
Kath. Kirche
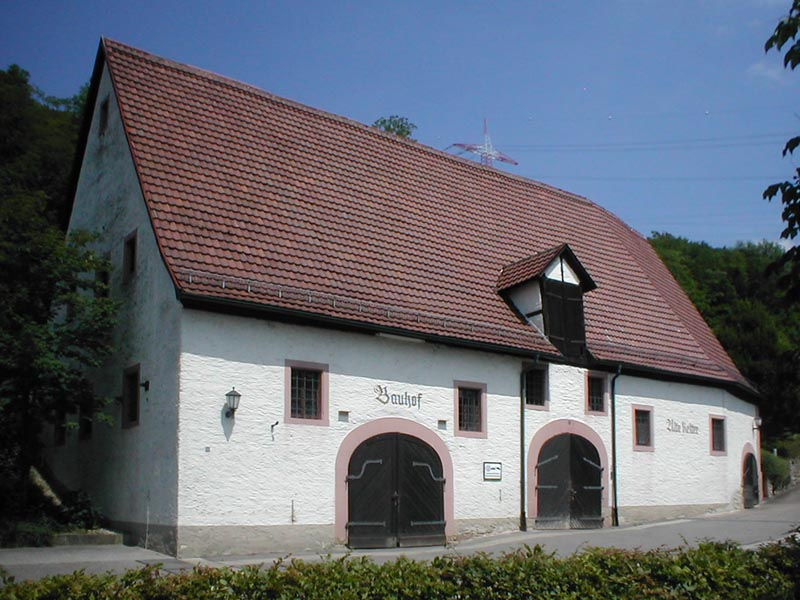
Alte Kelter
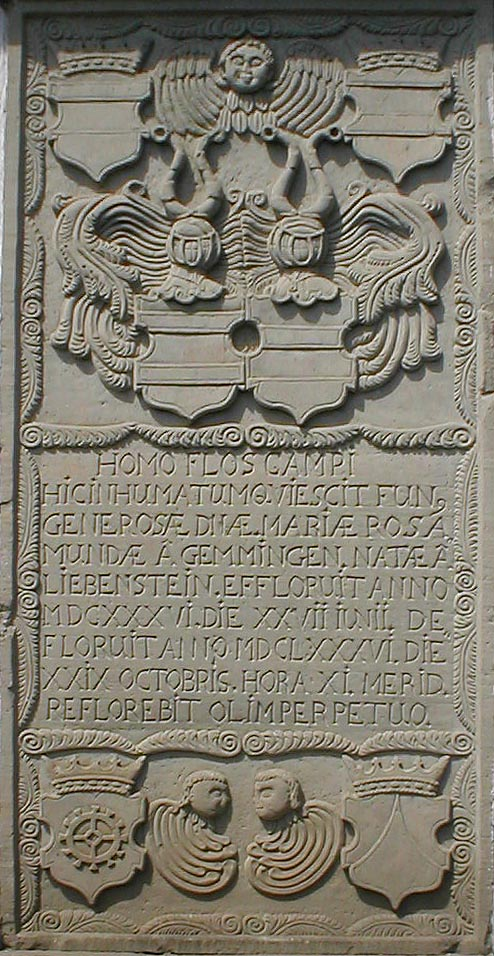
Gemmingen-Epitaph bei der ev. Kirche

### Museen
- Im Museum der Burg Hornberg kann man Waffen und Rüstungen aus dem Mittelalter besichtigen.

### Kunstgewerbe
Bleikristallglas aus Neckarzimmern ist weit über die Grenzen des Landes hinaus bekannt. Besucher können hautnah dem Glasbläser und Glasschleifer bei seiner traditionsreichen Arbeit über die Schulter sehen.

## Persönlichkeiten

### Söhne und Töchter der Gemeinde

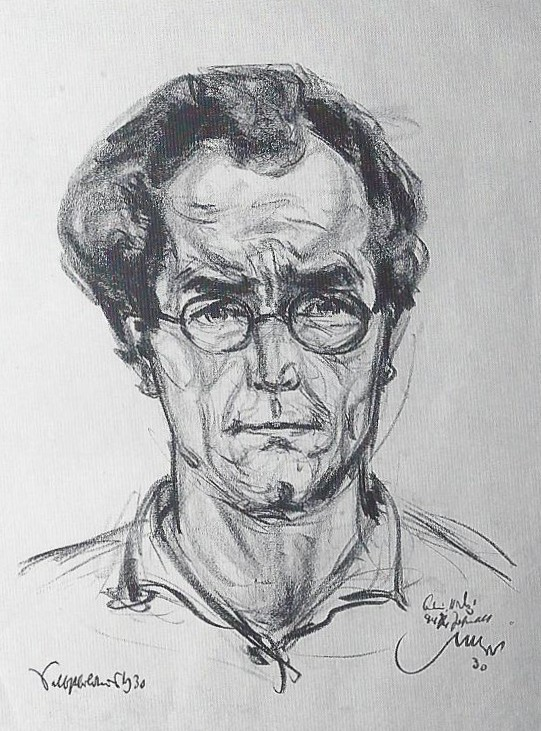
Emil Stumpp (1928)

- Reinhard von Gemmingen (1645–1707), badischer Geheimratspräsident und Obermarschall
- Ludwig von Gemmingen-Hornberg (1694–1771), braunschweig-lüneburgischer Oberappellationsrat und Minister
- Franz Pleickardt Reinhard von Gemmingen (1870–1927), Kammer- und Grundherr
- Emil Stumpp (1886–1941), Pressezeichner
- Hans Dieter von Gemmingen-Maienfels (1902–1944), Professor der Rechte
- Burkhard von Gemmingen (1932–2006), Betriebswirt

### Sonstige mit dem Ort in Verbindung stehende Personen
- Notburga, gemäß der Sage Tochter des Frankenkönigs Dagobert I.
- Conz Schott von Schottenstein († 1526), Besitzer der Burg Hornberg
- Götz von Berlichingen († 1562), Besitzer der Burg Hornberg
- Ernst von Gemmingen-Hornberg (1759–1813), Komponist und Ritterkantonsdirektor, Burgherr auf Hornberg
- Friedrich Oeß (1859–1941), Schiffer und Landwirt, fand zahlreiche vorgeschichtliche Funde
- Günter Fraschka (1922–1993), Autor, Herausgeber und Journalist